# Slumra hulda vid min sång
Slumra hulda vid min sång (egentligen Serenad) är en sång för manskör med text och musik av August Melcher Myrberg. Sången har tillhört standardrepertoaren vid serenadsång sedan mitten av 1800-talet som en avslutande så kallad "slummersång".
I sången har varje stämma ett eget soloparti, i början andrebasarna med god natt..., sedan andretenorerna med månen breder sitt silverflor, därefter förstebasarna med gröna skogen viskar öm, och till sist förstetenorernas o, slumra så ljuvligt om sångar'n dröm.